# ヨンラダー・スアンヨット
ヨンラダー・スアンヨット（Yollada "Nok" Suanyot、タイ語: เกริกก้อง "นก" สวนยศ、出生名：Krirkkong Suanyos、1983年6月18日 - ）は、タイ王国の政治家。通称ノック。
2012年5月27日、タイナーン県の県会議員にムアンナン郡より選出された。無所属。県会議員となる前はモデルであり、美人コンテストの優勝者であり、メンバー全員がトランスジェンダーにより構成されるバンドであるビーナス・フライトラップのメンバーでもあった。ビーナス・フライトラップでは「ノック」という名前で活動した。前述の通り、スアンヨットはトランスジェンダーであり、トランスジェンダーの権利を主張する団体を設立し、その代表も務める。タイではトランスジェンダーの法的な地位がまだまだ未整備であり、選挙には男性の名前で出馬することになった。スアンヨットは21歳のときにタンマサート大学で科学の学位を取得し、政治学の修士号も取得しており、現在はその博士号取得に向けて取り組んでいる。 また、ラムカムヘン大学で社会科学の博士号を取得している。